# Lluís Gonzaga Jordà i Rossell
Lluís Gonzaga Jordà i Rossell   (les Masies de Roda, 16 de juny de 1869 - Barcelona, 20 de setembre de 1951) va ser músic, compositor, intèrpret i empresari musical.

## Biografia
Va inciar els seus estudis musicals amb Melitó Baucells a Roda de Ter, i els va ampliar a Vic amb Jaume Pujadas, mestre de capella de la catedral de Vic. Va estudiar composició, harmonia i piano al conservatori del liceu de Barcelona amb Manuel Obiols i Josep Rodoreda, i obtingué el primer premi de composició de l'Escola Municipal de Música en l'any 1887; també va prendre lliçons d'orgue a la Basílica de la Mercè de Barcelona. L'any 1886 va ser mestre de l'escola de música la Casa Provincial de Caritat de Barcelona. Poc després (1889) va guanyar la plaça de professor-director de l'Escola de Música de Vic, no va ser director de la Banda Municipal; en aquest període tingué per alumne el futur compositor Lluís Romeu i Corominas. Posteriorment es va formar a Barcelona 
Va viatjar a Mèxic l'any 1898, formant part d'un grup de músics convidats per la companyia Arcaraz, i va estar treballant com a director al teatre principal. El 1903 va fundar el Quintet Jordà-Rocabruna, que integraven els músics Josep Rocabruna (violí 1r), Guillermo Gómez (violí 2n), Guillem Ferrer (violoncel), Lluís Jordà (piano) i Lluís Mas (harmònium), i es va situar entre els més importants grups de cambra. Va escriure i estrenar a Mèxic vint-i-dues sarsueles, entre les quals es destaca Chin, Chun, Chan (1904), la primera obra mexicana que assolí dues mil representacions. Amb els esmentats Josep Rocabruna i Guillem Ferrer també va formar part del nucli fundacional de l'Orfeó Català de Mèxic. Posteriorment, durant l'esclat revolucionari d'Emiliano Zapata, va tornar Barcelona, on va donar classes de piano.
En l'any 1910 va comprar una petita botiga de música en la Rambla de Barcelona, i el 1915 la va reanomenar Casa Beethoven. En els anys 1933 i 1934 va dirigir el Trío Beethoven.
El 1910 va fundar la revista El Arte Musical patrocinada per la casa editorial Otto y Arroz. En ella promovia la lectura i intercanvi en torn la música i el seu aprenentatge. A més va donar a conèixer innumerables d'autors mexicans i europeus. Els àlbums musicals de la revista són documents molt interessants i van servir per influir en major o menor mesura en la conformació del gust de les famílies porfirines. Va realitzar crítica musical.
Casat amb Antònia Casabosch i Codina (1884-1979), natural de Vic, varen tenir un fill nascut a Mèxic, Lluís Jordà i Casabosch (1898-1979), casat el 1924 amb Elisa Concha Insense, que va ser el primer president de la Federació Catalana de Beisbol i campió d'Espanya d'aquest esport. El 1932 va organitzar la Lliga Oficial.

## Producció musical
Va ser un compositor que no va deixar de banda la música més clàssica i es va deixar influenciar tant per la sarsuela com per música més elaborada. La seva producció contempla diversos gèneres; la producció pianística que va tenir un gran èxit formant part del repertori de piano mexicà. Trobem algunes obres simfòniques i corals. Va destacar per la seva producció de sarsueles mexicanes.
Va treballar com a intèrpret acompanyant excel·lentment a cantants com Sofía Piña o Maria Luisa Gonzalez Escobar.
Va ser compositor de sarsueles, música religiosa i obres per a piano, i seu és l'Himno de la Segunda Reserva, que va ser adoptat per l'exèrcit mexicà com una de les seves peces preferides. També va editar arranjaments de música clàssica per a ser interpretats per estudiants de piano.

## Obres
- Amor triomfant (1954), obra de teatre de Francesc d'Assís Picas i Pons i música de Lluís G. Jordà i Josep Conangla i Escudé.
- Anita, per a piano.
- Berceuse, per a piano.
- Cantata de la Independencia [mexicana], obra premiada en el concurs obert convocat el 1910 pel Ministeri d'Instrucció Publica i Belles Arts de Mèxic amb motiu del primer centenari de la independència de Mèxic. No se sap si l'obra es va estrenar llavors, però el 13 i 14 de novembre del 2010 va ser interpretada per la massa coral de l'Orfeó Català de Mèxic i altres cors, juntament amb l'Orquesta Sinfónica Juvenil Carlos Chávez, a l'auditori Blas Galindo del Centro Nacional de las Artes de Mèxic, D.F. amb motiu de les festes del segon centenari de la independència mexicana.
- Canto a España, coro escolar al unísono, amb lletra de J.Gonzalo R. (Reproducció).
- Danzas nocturnas, per a piano.
- De día y de noche, villancico pastoril, per a dues veus i orgue (Fragment).
- Delia, per a piano.
- Elodia, masurca per a piano (Video).
- ¡Fingida!, danza de salón (1916), per a octet, música de G.Florizel, lletra de José F. Elizondo.
- Hermosas Tapatías, per a piano.
- Himno patriótico de la Segunda Reserva, premiado en el Certamen Musical que convocó el Comité Central Obrero Patriotas Mexicanos (1902), lletra d'Heriberto Barrón.
- Lavapies, schotis castizo (1910), per a piano (coberta).
- Madrileño, schotis castizo (1929), per a quintet.
- Mazurka de concierto, per a piano.
- El metge improvisat, música per a l'escena.
- Minuto, per a piano.
- Missa (1888).
- Nocturnas, tangos mejicanos (1918).
- Palabra de honor, en un acte.
- Panis angelicus.
- Serranilla (1934), sobre un poema de José María Pemán.
- Tango rojo, per a piano.
- Tota pulchra.
- Vals impromptu, per a piano.
- Altres cançons: Amar y sufrir, Ardientes desvaríos, Hora de amor, Le di mi vida, La virgen de mis sueños.

### Sarsueles
- Los bandolers (1897), en dos actes, amb lletra de Joaquim Albanell i Vila
- El champion (1905), amb lletra de José F. Elizondo i Rafael Medina
- Chin, Chun, Chan (1904), amb lletra de José F. Elizondo i Rafael Medina. Es representà a Barcelona el 1906.
- Crudo invierno (1910), amb lletra d'Ignacio Baeza i Luis G. Andrade
- FIAT (1907), en un acte, amb lletra de Rafel Medina i José F. Elizondo
- Género chico (1899 o ant.), en un acte amb lletra de Luis Frías Fernández
- Los de abajo (1899 o ant.), en un acte, amb lletra de Rafael Medina
- Mariposa (1899), en un acte amb lletra d'Aurelio González Carrasco
- El pájaro azul (1910), amb lletra de José Ignacio González i Julio B. Uranga, i música de Jordà i Lauro D. Uranga
- Se suspende el estreno, amb lletra de José F. Elizondo i música de Manuel Berrueco y Serna i Lluís Jordà

### Arranjaments fàcils per a piano
Amb els títols originals dels arranjaments publicats a l'editorial Boileau -errates incloses-.
- ADAM:
  - Si yo fuera Rey (Fragment de la simfonia).
- ARDITI, L.
  - Il Baccio (Cèlebre vals).
- AUBER.
  - FRA DIÁVOLO.
- BEETHOVEN.
  - CLARO DE LUNA. Fragment de la Sonata.
  - MINUETO, del "Septimino".
  - ANDANTE, de la "V Simfonia". Fragment.
  - LAS RUINAS DE ATENAS. Maxa a la turca.
  - MINUETO EN SOL.
  - PARA ELISA.
  - ADAGIO, de la sonata Patètica.
  - ADELAIDA, segon fragment.
  - COLOQUIO AMOROSO.
- BELLINI.
  - NORMA. "Casta diva". Petita selecció.
  - LA SONÁMBULA. Petita selecció.
  - LOS PURITANOS. Petita selecció.
- BIZET.
  - CARMEN. Habanera.
  - CARMEN. Cant del toreador.
  - LA ARLESIANA. Segon minueto.
  - LA ARLESIANA. Marxa dels Reis Mags
- BOCCHERINI.
  - CÉLEBRE MINUETO.
- BORODIN.
  - EL PRÍNCIPE IGOR. Fragment de las dances.
  - EN LAS ESTEPAS DEL ASIA CENTRAL.
- BRAHMS.
  - DANZA HÚNGARA NÚM. 5. Molt fàcil.
  - DANZA HÚNGARA NÚM. 6. Molt fàcil.
  - VALS. Op. 39, núm. 15.
- CUI.
  - MUÑECAS ESPAÑOLAS.
- CHOPIN.

POLONESA. Op. 40, núm. 1. Militar. (Facilitada).
- - CÉLEBRE POLONESA.
  - NOCTURNO. Op. 9, núm. 2.
  - NOCTURNO. Op. 9, núm. 2. (Molt fàcil.).
  - 11.º NOCTURNO. Op. 32.
  - VALS BRILLANTE. Núm. 1, op. 18.
  - VALS. Op. 34, núm. 1.
  - VALS DEL ADIÓS. Op. 34, núm. 2.
  - VALS. Op. 64, núm. 1.
  - VALS NÚM. 7. Op. 64, núm. 2.
  - VALS NÚM. 9. Op. 69, núm. 1 (Obra pòstuma).
  - VALS NÚM. 10. Op. 69, núm. 2 (Obra pòstuma).
  - VALS NÚM. 11. Op. 70, núm. 1 (Obra pòstuma).
  - VALS NÚM. 14. (Obra pòstuma).
  - MARCHA FÚNEBRE.
  - MAZURKA. Op. 7, núm. 1.
  - SEXTA MAZURCA. Op. 7, núm. 2.
  - SÉPTIMA MAZURCA. Op. 7, núm. 3.
  - VOTO DE DONCELLA. Melodia polonesa.
  - VOTO DE DONCELLA. Melodia polonesa (Muy fácil).
  - TRISTEZA.
  - TRISTEZA. (Fragment facilitat).
  - PRELUDIO NÚM. 15 (Gota de agua).
  - PRELUDIO. Op. 28.
  - FANTASÍA-IMPROMPTU. Op. 66 (segon trmpd).
  - TRÍO, del Scherzo de la Sonata op. 35.
  - BALADA. Núm. 1, op. 23.
- DELIBES.
  - COPELIA. Vals de la nins.
  - COPELIA. Mazurka.
  - COPELIA. Célebre vals.
  - PIZZICATI, del ballet Silvia. (La nimfa de Diana).
  - EL REY SE DIVIERTE. Dançs antiga.
- DONIZZETTI.
  - LUCÍA DE LAMMERMOOR. (Tu che a Dio).
  - LA FAVORITA. ("Spirto gentil").
  - LUCREZIA BORGIA. Petita selecció.
- DUSSEK.
  - MATINAL. Rondó.
- FALL.
  - LA PRINCESA DEL DÓLAR. Vals.
- FIEL.
  - NOCTURNO, núm. 5.
- FLOTOW.
  - MARTA. Romanza.
- GALOS.
  - EL LAGO DE COMO. Nocturn núm. 6.
- GLUCK.
  - IPHIGENIE EN AULIDE.
- GOUNOD.
  - AVEMARÍA. Molt fàcil.
  - FAUST. Vals brillant.
  - FAUST. Marxa.
  - ROMEO Y JULIETA. Vals molt fàcil.
- HAENDEL.
  - GAVOTA.
- HAYDN.
  - MINUETO GIOCOSO.
  - MINUETO, de la Sinfonía de la Reina.
  - ANDANTE, de la Sinfonía núm. 6, titulada La Sorpresa.
  - MINUETO DEL BUEY. Muy fácil.
  - SERENATA.
- HESS.
  - CARNAVAL DE VENECIA. Variaciones (Facilitado).

CARNAVAL DE VENECIA. (Fàcil).
- IVANOVICI.
  - OLAS DEL DANUBIO. Vals molt fàcil.
- LEHAR.
  - EL CONDE DE LUXEMBURGO. Vals.
  - LA VIUDA ALEGRE. Vals.
- LISZT.
  - ENSUEÑO DE AMOR. Tercer nocturn.
  - ENSUEÑO DE AMOR. (Molt fàcil.).
  - RAPSODIA HÚNGARA NÚM. 2.
- LUDOVIC.
  - SUEÑO DE UN ÁNGEL.
- MARTINI.
  - CÉLEBRE GAVOTA.
- MEHUL.
  - GIGA.
- MENDELSSOHN.
  - CANCIÓN DE PRIMAVERA.
  - MARCHA NUPCIAL.
  - EN ALAS DEL CANTO.
  - CANCIÓN DEL GONDOLERO. Barcarola.
  - CANTO DEL GONDOLERO. Barcarola.
  - GONDOLERO VENECIANO.
- MOSZKOWSKI.
  - CÉLEBRE SERENATA, Op. 15, núm. 1.
- MOUSSORGSKY.
  - EL VIEJO CASTILLO.
- MOZART.
  - MARCHA TURCA.
  - CÉLEBRE MINUETO, de l'òpera "Don Juan".
  - DON JUAN. Serenata.
  - DON JUAN. Ària del "Champagne".
  - MINUETO, de la "Sinfonía en mi bemol". (Molt fàcil.).
  - MARCHA TURCA. (Muy fácil).
  - MINUETO, del "Divertimento".
  - ÁLBUM DE 20 piezas fáciles; lo que compuso de 4 a 6 años.
- NICOLAI.
  - LAS ALEGRES COMADRES DE WINDSOR.
- OFFEMBACH.
  - LOS CUENTOS DE HOFFMANN. Barcarola.
- PACHULSKI.
  - PRELUDIO.
- PAGANINI.
  - LA CAMPANELA.
- PANTSCHENKO.
  - SONETTO 30.
- PERGOLESI.
  - TRE GIORNI SON CHE NINA.
- PONCHIELLI.
  - LA GIOCONDA. (Danza de las Horas).
- Música popular.
  - EL VITO. Danza española.
  - JOTA ARAGONESA. Danza española.
  - FANDANGO. Danza española.
  - BOLERO. Danza española.
  - PANADERO. Danza española.
  - JOTA VALENCIANA.
  - JOTA NAVARRA.
  - MALAGUEÑA.
  - OJOS NEGROS. Canción rusa.
- RACHMANINOFF.
  - CÉLEBRE PRELUDIO. Op. 3, núm. 2.
  - SERENATA. Op. 3, núm. 5.
- RAMEAU.
  - EL TAMBURINO.
- RAKOCZY.
  - MARCHA HÚNGARA.
- REBIKOFF.
  - MAZURKA.
- ROBIKOFF.
  - PEQUEÑO VALS.
- ROSAS.
  - SOBRE LAS OLAS.
  - SOBRE LAS OLAS. Vals. (Muy fácil).
- RUBINSTEIN.
  - DANZA LUMINOSA, de l'òpera Feramors.
- SCHUBERT.
  - MOMENTO MUSICAL.
  - AVEMARÍA.
  - CÉLEBRE MARCHA MILITAR.
  - MARCHA MILITAR. (Muy fácil).
  - CÉLEBRE SERENATA. (Muy fácil).
  - EL ADIÓS.
  - LA TRUCHA.
  - ROSAMUNDA. Ballet.
  - VALS.
- SCHUMANN.
  - BERCEUSE.
  - EL CAMPESINO ALEGRE.
- SOKALSKY.
  - RECUERDO DEL PASADO. Op. 1, núm. 1.
- SMITH.
  - CANCIÓN RUSA. Op. 31.
- STRAUSS.
  - EL DANUBIO AZUL. Vals.
  - EL ENCANTO DE UN VALS.
  - LEYENDA DE LOS BOSQUES DE VIENA. Vals.
  - EL MURCIÉLAGO. Vals.
  - VINO, MUJER Y CANTO. Vals.
  - VOCES DE PRIMAVERA. Vals.
- STREABBOG.
  - HERMOSO SUEÑO. Serenata.
- TIWOLSKY.
  - MOSCOU. Fantasía.
- TSCHAIKOWSKY.
  - CANCIÓN SIN PALABRAS.
  - CANTO SIN PALABRAS. Op. 40, núm. 6.
  - SUEÑO. Op. 40, núm. 12.
  - DULCE SUEÑO. Op. 39.
  - CANCIÓN TRISTE.
  - MAZURKA. Op. 39, núm. 10.
  - ROMANZA. Op. 5, facilitado.
  - ROMANZA. Op. 5.
  - NOCTURNO. Op. 19, núm. 4.
  - BARCAROLA. Op. 37, núm. 6.
- VENTURA.
  - PER TU PLORO. Sardana.
- WAGNER.
  - TANNHÄUSER. Marcha.
  - LOHENGRIN, marcha nupcial. Facilitada.
- WEBER.
  - INVITACIÓN AL VALS.
  - INVITACIÓN AL VALS. Fragmento muy fácil.
  - POLACA.
  - EL ÚLTIMO PENSAMIENTO. Facilitado.
  - EL ÚLTIMO PENSAMIENTO. Muy fácil.
- VERDI.
  - AIDA. Marcha de las trompetas.
  - LA TRAVIATA. Brindis.
  - RIGOLETTO. La dona é movile.
  - EL TROVADOR. Stride la vampa.

## Enregistraments
- Obras de Luis G. Jordá, interpretades per Silvia Navarrete (pianista) i Fernando de la Mora (tenor). LP publicat el 1992 i reeditat en disc compacte el 2006 (comprèn Vals impromptu, Fingida, Anita, Le di mi vida, Delia, Hora de amor, Minuto, Amar y sufrir, Mazurca de concierto, Romanza de Chin-Chun-Chan, Elodia, La virgen de mis sueños, Así te quiero amar, Hermosas Tapatías, Ardiente desvarío, Danzas nocturnas). Fragments[Enllaç no actiu] i ressenya.
- Las más bellas Mazurcas Mexicanas per Józef Olechowski, Ciudad de Méjico: Euram Records, 1997, ref. 300.OLE.23194 (comprèn Elodia i Mazurca de concierto)
- Latin-American Recital Vol. I México per Cyprien Katsaris, a Piano21, P21 002 (comprèn les Danzas nocturnas)
- Gravacions en discos " de pedra" de la discogràfica Victor:[8]
  - Minuto, interpretació de la Banda de Zapadores (1905, ref. Victor 97001)
  - Fingida, interpretació de Ángel R. Esquivel (1917, ref. Victor 72495)
  - Amar y sufrir, interpretació de Carlos Mejía (1918, Victor 45160)
- Cilindres Edison:[9]
  - Gravació del 1905 del Quinteto Jordá-Rocabruna, intrepretant El amor es la vida, de Julio Ituarte Arxivat 2011-07-27 a Wayback Machine.
  - Gravació del 1913 del Quinteto Jordá-Rocabruna, Monte Cristo